# Преторіанська префектура Іллірії
Преторіанська префектура Іллірії (лат . praefectura praetorio per Illyricum; грец . ἔπαρχότητα / ὑπαρχία τῶν πραιτωρίων  τοῥων  τοῥωων τοῥυων τοῥυων  була однією з чотирьох великих преторіанських префектур, на які була поділена пізня Римська імперія). Адміністративним центром префектури спочатку був Сірмій, а потім, після 379 року, Салоніки. Свою назву він отримав від давньоримської провінції Іллірик, а в період свого розквіту включав Паннонію, Норик, Крит і більшу частину Балкан, крім Фракії.

## Адміністративна історія

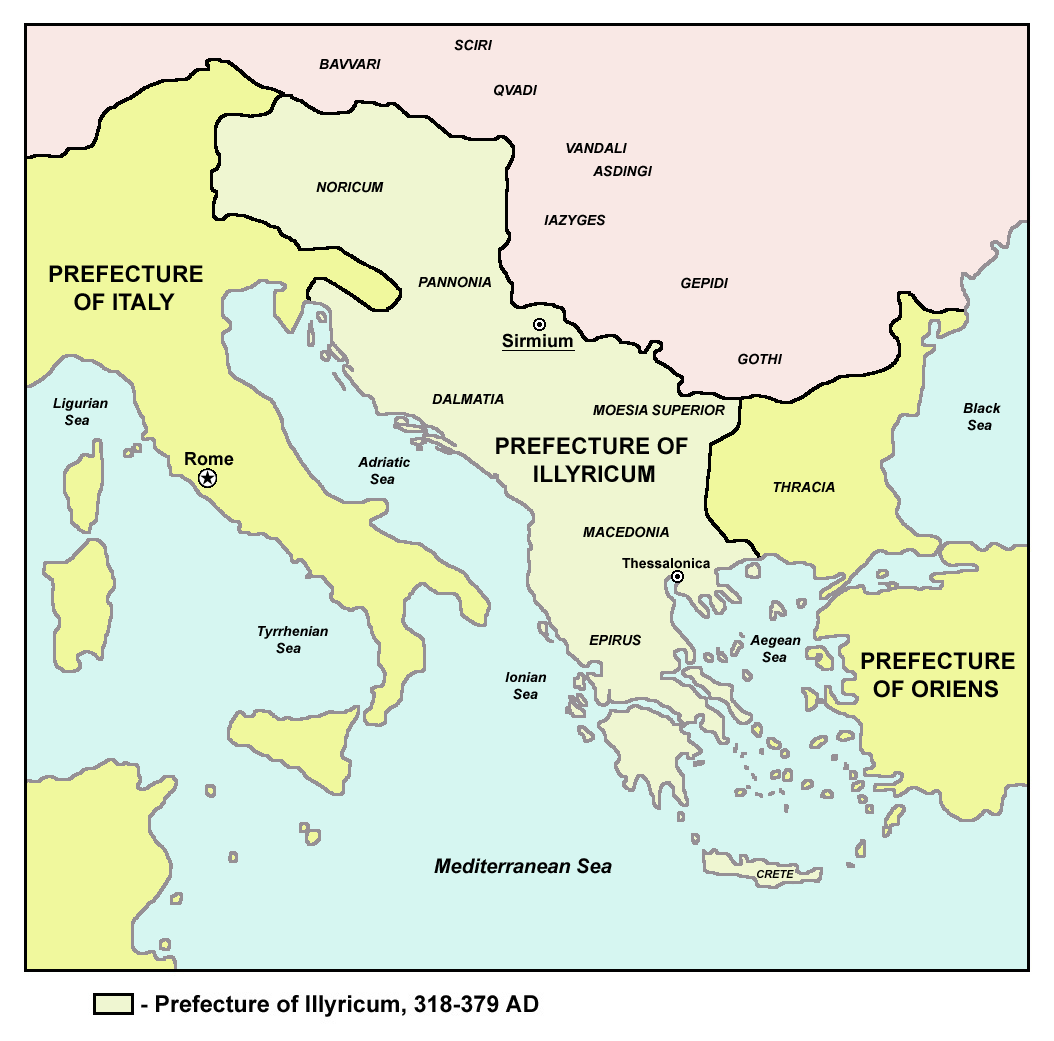
Префектура у IV ст.

На відміну від інших трьох «класичних» префектур, які згадуються в Notitia dignitatum ( Галлія, Італія та Схід), адміністративна історія Іллірійців протягом IV століття була бурхливою, оскільки вона була скасованою, відновленою та поділеною кілька разів.
Спочатку території, що складали префектуру, належали префектурі Італії, Іллірії та Африки, коли вона була заснована в 337 році після поділу імперії між синами Костянтина I. Здається, що три єпархії Македонія, Дакія та Паннонія вперше були згруповані в окрему преторську префектуру в 357 році Констанцієм II. Вона продовжувала існувати до 361 року, коли була скасована імператором Юліаном, і знову відновлена в 375-379 роках за Граціана.
У 379 р. Паннонська єпархія знову була додана до Італії як «Єпархія Іллірику», тоді як Македонія та Дакія («Східно-Іллірійська») протягом короткого часу були безпосередньо під владою Феодосія I Солунського.
У наступні роки Дакія та Македонія також були включені до префектури Італії, за винятком періоду 388-391, коли вони утворили окрему префектуру.
Після смерті Феодосія в 395 році і кінцевого поділу імперії, відновлена префектура Іллірія об’єднала єпархії Македонії та Дакії зі столицею в Фессалоніці. Однак Західна Римська імперія, особливо під час правління генерала Стіліхона, продовжувала претендувати на свою префектуру до 437 року, коли Галла Плацидія і Валентиніан III визнали суверенітет Східної імперії над префектурою.
Схоже, що столиця префектури була знову ненадовго перенесена (437-441) до Сірмію, але історики обговорюють цей переїзд, оскільки Північні Балкани були спустошені вторгненнями.
Намір Юстиніана I перенести столицю в місто, яке він побудував Юстиніана Прима в 540-х роках, не здійснився.

## Списокпрефектів Іллірії
- Вулкасій Руфіно (347-352)
- Анатолій (357-360)
- Флоренцій (360-361)
- Секст Петроній Проб (364)
- Евтікіаній (396-397)
- Анатолій (397-399)
- Клеаркій (402/407)
- Джовій (407)
- Еркулій (408-410)
- Леонтій (412-413)[9]
- Стратегій (415)[9]
- Філіп (420-421)[9]
- Несторій (421/423)[9]

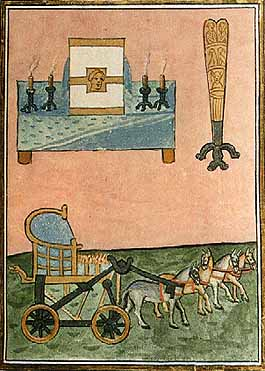
Знак префекта преторії Іллірик

- Гессій (брат Елії Євдокії; між 421 і приблизно 443)
- Антемій Ісідор (22 квітня-10 жовтня 424 р.)
- Флоренцій (422/428, безперечно префект преторії, ймовірно з Іллірику)
- Антіох (427)[9]
- Сімпліцій Регін (435)
- Євбул (436)[9]
- Леонтій (435/441)[9]
- Таласій (439)[9]
- Валентин Георгій Іппасій (439/442)[9]
- Опенсеміум (441)[9]
- Теодор (444)[9]
- Орміда (448)
- Соломон (449)[9]
- Євлогій (до 451 р.)[9]
- Валентиніан (452)[9]
- Євсевій (463) [9]
- Калікрат (468-469)[9]
- Ауреліан або Протадій (473)[9]
- Павло (474)[9]
- Іоан (479)
- Іоан Томмазій (480/486; можливо, ідентичний попередньому Іоану)[9]
- Спарціат (491/518) [9]
- Томас (500)[9]
- Іоан (517) [9]
- Стефан (521/522 або 529)[10]
- Архелай (до 524 р.)